# Giovanni Fornasini
Giovanni Fornasini, né le 23 novembre 1915 à Pianaccio, et mort à l'âge de 28 ans, assassiné par les Waffen-SS de la 16e Panzergrenadierdivision SS Reichsführer-SS le 13 octobre 1944, à San Martino di Caprara, à la suite du massacre de Marzabotto, est un prêtre, antifasciste et résistant italien, décoré de la Médaille d'or de la valeur militaire. Il est vénéré comme bienheureux par l'Église catholique, et fêté le 13 octobre, jour de son martyre.

## Biographie
Ordonné prêtre le 28 juin 1942 par le cardinal Giovanni Battista Nasalli Rocca di Corneliano, Giovanni Fornasini est nommé vicaire de la paroisse de Sperticano, le 21 août 1942.
Le 25 juillet 1943, il fait sonner les cloches afin de fêter la destitution de Mussolini, et s'implique activement dans la Résistance. Il est lié à la Brigata Partigiana Stella Rossa (it).
Il tente de protéger la population des Nazis jusqu'à la fin, réussissant par ailleurs à sauver de nombreux paroissiens.
La récompense de son action sera pour le moins tragique, étant donné qu'il est tué à bout portant et décapité, par un officier de la Waffen-SS qu'il avait accusé d'être responsable du massacre de Marzabotto. Son corps sera retrouvé à la fin de l'hiver 1944.
En 1944, il est décoré, à titre posthume, de la Médaille d'or de la valeur militaire ,

## Béatification
Le 18 octobre 1998 à Marzabotto, le cardinal Giacomo Biffi, a entamé le processus de béatification le concernant, ainsi que deux autres prêtres également considérés « martyrs du Mont Sole » (martiri di Monte Sole), Ferdinando Casagrande et Ubaldo Marchioni (it).
Le 21 janvier 2021, le pape François reconnaît la mort en martyr de Giovanni Fornasini, et signe le décret permettant sa béatification. Il sera solennellement proclamé bienheureux le 26 septembre 2021, lors d'une messe célébrée à Bologne par le cardinal Marcello Semeraro.

## Reconnaissance
L'école primaire de Porretta Terme ainsi qu'une rue de Bologne, dans le quartier Stalingrado lui ont été dédiées.
Une stèle du souvenir a également été érigée au cimetière de San Martino di Caprara, en son souvenir ainsi qu'à quatre autres prêtres de la paroisse, assassinés par les SS.

## Sources
- (it) Cet article est partiellement ou en totalité issu de l’article de Wikipédia en italien intitulé « Giovanni Fornasini » (voir la liste des auteurs).